# Leo Turunen
Leo Turunen (né le 28 juin 1919 en Finlande et mort le 28 avril 1989) est un joueur international de football et de bandy finlandais, qui évoluait en tant qu'attaquant.
Footballeur finlandais de l'année 1947, il est connu pour avoir terminé meilleur buteur du championnat de Finlande lors de la saison 1944 avec neuf buts (à égalité avec le joueur Urho Teräs).